# Світлопольна мікроскопія
Світлопольна мікроскопія або мікроскопія методом світлого поля (англ. bright-field microscopy) — різновид оптичної (світлової) мікроскопії, де візуалізація досліджуваного об'єкта ґрунтується на вибірковому поглинанні ним або елементами його структури світла з різною довжиною хвилі.

## Варіанти світлопольної мікроскопії
- світлопольна мікроскопія у прохідному світлі є найпоширенішим видом мікроскопії у біології та медицині, використовується у шкільних мікроскопах. Передбачає використання у конструкції мікроскопа спеціального світлопольного конденсора, що спрямовує пучок світла на препарат. Обов'язковою умовою є прозорість досліджуваного зразка для пучка світла, що проходить крізь нього і потрапляє до об'єктиву мікроскопа.

У біології дана методика дозволяє визначити форму мікроскопічних об'єктів, їх розміри, рухливість, ступінь морфологічної гетерогенності і здатність до диференційного забарвлення.
Збільшити роздільну здатність мікроскопа при мікроскопії у світлому полі дозволяє імерсійна система.
- світлопольна мікроскопія косого освітлення — різновид попереднього методу. Відмінність полягає в тому, що світло на об'єкт спрямовують під великим кутом до напрямку спостереження. Метод дозволяє виявити рельєфність об'єкта за рахунок утворення тіней.
- світлопольна мікроскопія у відбитому світлі застосовується при дослідженні непрозорих об'єктів, що відбивають світло, наприклад, шліфів металів чи руд. Освітлення препарата здійснюється згори, через об'єктив, який одночасно грає і роль конденсора. Структуру препарату видно завдяки різній здатності його елементів відбивати світло і розсіювати його у просторі.